# Erginulus rectus
Erginulus rectus is een hooiwagen uit de familie Cosmetidae.